# NGC 1605
NGC 1605 је расејано звездано јато у сазвежђу Персеј које се налази на NGC листи објеката дубоког неба.
Деклинација објекта је + 45° 16' 17" а ректасцензија 4h 34m 52,2s. Привидна величина (магнитуда) објекта NGC 1605 износи 10,7. NGC 1605 је још познат и под ознакама OCL 406.